# Tiszta szívvel (film)
A Tiszta szívvel 2016-ban bemutatott magyar film, amelyet Till Attila rendezett.
A forgatókönyvet Till Attila írta. A producere Stalter Judit. A főszerepekben Thuróczy Szabolcs, Fenyvesi Zoltán, Fekete Ádám, Balsai Móni és Danis Lídia láthatóak. A zeneszerzője Kalotás Csaba. A film gyártója a Laokoon Filmgroup, forgalmazója a Magyar Filmlabor. Műfaja filmvígjáték. Magyarországon 2016. április 28-án mutatták be a mozikban. Noah Wyle –  a Vészhelyzet sorozat egykori jól ismert Carter doktora, –  nemrégiben alapított produkciós cége, a Slippery Moon Productions a Warner Bros. TV-vel közösen minisorozatot fejleszt a filmből. 
A célunk kettős a sorozattal: egyrészt olyan műsort akarunk csinálni, amit még nem láthattunk tévében, másrészt teljesen át akarjuk formálni a jelenlegi felfogásunkat arról, mi mindenre is képesek a mozgássérültek.

## Cselekmény
Egy kerekesszékes bandáról szól, ahol két mozgássérült fiatal közeli barátságot köt egy vagány kerekesszékes bérgyilkossal, így a maffia szolgálatába állnak. Ebben a kalandban semmi nem az, aminek látszik. Nincs határ fantázia és valóság között, miközben hőseink egyik tűzpárbajból vetődnek a másikba, megismerjük a kerekesszékben töltött mindennapok kihívásait. Ezentúl még azt is átélhetjük, hogyan bocsát meg az apjának egy elhagyott fiú.

## Szereplők
| Szereplő            | Színész              |
| ------------------- | -------------------- |
| Zolika              | Fenyvesi Zoltán      |
| Rupaszov            | Thuróczy Szabolcs    |
| Barba papa          | Fekete Ádám          |
| Zita, Zoli anyukája | Balsai Móni          |
| Rados               | Dr. Vitanovics Dusán |
| Évi                 | Danis Lídia          |
| Rupaszov cellatársa | Mucsi Zoltán         |
| Dr. Björn           | Björn Freiberg       |
| Testőr              | Gődény György        |